# Chavalit Yongchaiyudh

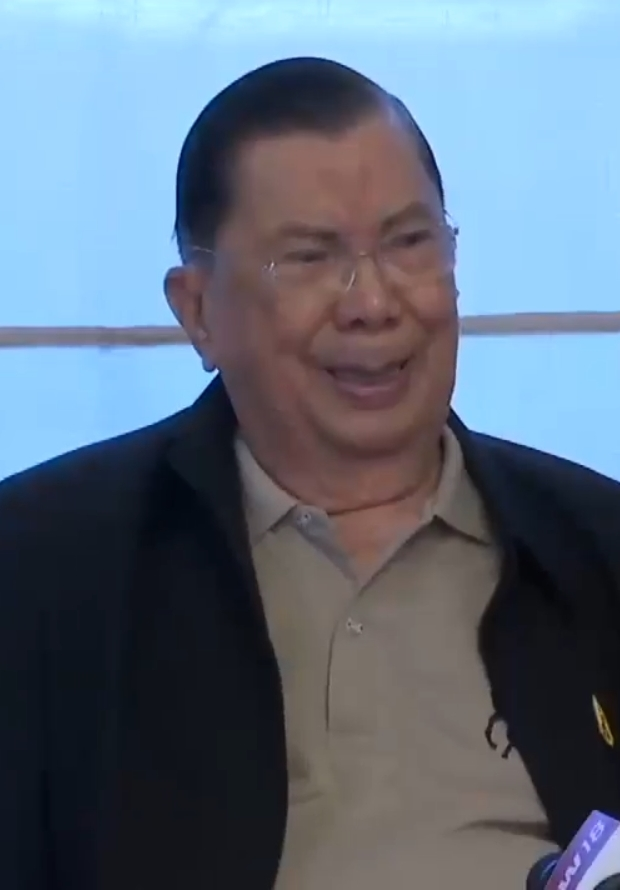
Chavalit Yongchaiyudh, 2018

Chavalit Yongchaiyudh (thailändisch ชวลิต ยงใจยุทธ, RTGS: Chawalit Yongchaiyut, Aussprache: [ʨʰáwálít joŋʨajjút]; * 15. Mai 1932 in Nonthaburi) ist ein thailändischer Politiker und pensionierter General. Von 1986 bis 1990 war er Oberkommandierender des Heeres, von 1987 bis 1990 zusätzlich oberster Befehlshaber der Streitkräfte. Anschließend leitete er von 1990 bis 2002 die Partei der Neuen Hoffnung und war von 1996 bis 1997 Premierminister von Thailand. Im Militär und in der Presse wird er auch mit seinem Spitznamen „Big Jiew“ bezeichnet.

## Ausbildung und Militärkarriere
Chavalit ist der Sohn eines Hauptmanns der Infanterie. Er besuchte die Triam-Udom-Suksa-Schule (eine Vorbereitungsschule für das Universitätsstudium) und absolvierte die Chulachomklao-Militärakademie. Er diente ab 1953 zunächst als Leutnant in der Fernmeldetruppe des thailändischen Heeres. Seine militärische Weiterbildung erfolgte in den Vereinigten Staaten an der Signal Corps School der US Army, Fort Monmouth, beim IX. Corps der US Army auf Okinawa (Ryukyu, Japan) sowie der Fernmeldeschule des thailändischen Heeres.
1963 schloss er die Generalstabsschule des thailändischen Heeres ab. Im Jahr darauf absolvierte er auch den Kurs des US Army Command and General Staff College in Fort Leavenworth, Kansas. Während der 1960er- und 70er-Jahre war Chavalit in der Bekämpfung des Aufstands der Kommunistischen Partei Thailands (KPT) und ihrer „Volksbefreiungsarmee“ in den thailändischen Dschungeln eingesetzt. Außerdem bereitete er thailändische Soldaten für ihren Kampf im Vietnamkrieg vor. In der Zeit nach dem Volksaufstand im Oktober 1973 wurde Chavalit zur Gruppe der „Demokratischen Soldaten“ gerechnet, auch wenn er sich öffentlich nicht als ihr Mitglied identifizierte.
1979 wurde er zum Generalmajor und Director of Operations des Heeres befördert. Chavalit war einer der Militärführer, die der Ansicht waren, dass die Kommunisten nicht mit rein militärischen Mitteln zu schlagen waren, sondern die politischen, wirtschaftlichen und sozialen Ursachen des Aufstandes bekämpft werden müssten, um ihnen die Unterstützung in der Bevölkerung zu entziehen. Er gilt als einer der Architekten der Kabinettsbeschlüsse 66/2523 (1980) und 65/2525 (1982), mit denen die Regierung von General Prem Tinsulanonda dieses Konzept zu ihrer Politik erhob und Anhängern der KPT, die den Kampf gegen den Staat aufgaben, Amnestie und eine Rückkehr ins bürgerliche Leben anbot. Beide trugen maßgeblich zum Niedergang der KPT und dem Ende ihres Aufstands bei. In der Absicht, die kommunistische Guerilla mit ihren eigenen Methoden zu schlagen, initiierte Chavalit außerdem 1982 die Thahan Phran („Ranger Units“, wörtlich übersetzt „Jäger-Soldaten“): paramilitärische Einheiten der Regierung, die mit einer Guerillataktik kämpften.
Im Oktober 1982 wurde er zum Generalleutnant befördert und zum Assistenten des Stabschefs, im Jahr darauf zum stellvertretenden Stabschef des Heeres ernannt. 1985 wurde er dann selbst Stabschef. Chavalits rascher Aufstieg an die unmittelbare Spitze der Landstreitkräfte war ungewöhnlich für einen Fernmeldeoffizier, da die Führungspositionen traditionell Infanteristen, Artilleristen und „Kavalleristen“ (das heißt Panzersoldaten) vorbehalten waren. Seine außergewöhnliche Karriere ist zu einem guten Teil seiner engen Beziehung zum Ministerpräsidenten Prem zuzuschreiben, zu dessen wichtigsten Stützen im Militär er zählte, aber auch seiner Brillanz, sowohl im militärstrategischen wie auch im politischen Bereich.
1986 stieg Chavalit zum Oberkommandierenden des Heeres auf, im Jahr darauf wurde er in Personalunion auch oberster Befehlshaber der gesamten Streitkräfte. Unter seiner Führung trieb die Armee regionale Entwicklungsprojekte voran: Isan Khiao („Grünes Isan“) im rückständigen Nordosten und Khwam Wang Mai („Neue Hoffnung“) in den konfliktgeplagten Südprovinzen. Diese entsprachen dem Gedanken der früheren „Demokratischen Soldaten“ und des Beschlusses Nr. 66/2523, dass wirtschaftliche Entwicklung und ein Abbau des regionalen Ungleichgewichts auch Aufgaben der nationalen Sicherheit und damit der Armee seien. Bei deren Umsetzung setzte Chavalit auf die Zusammenarbeit mit Großunternehmen, denen er lukrative Staatsaufträge verschaffte. Auf diese Kooperation lässt sich auch das intensive Verhältnis zwischen ihm und der Charoen-Pokphand-Gruppe (CP) zurückführen, einem einflussreichen Agrar- und Mischkonzern, der von Dhanin Chearavanont geführt wird.
Ab 1989 unterstützte Chavalit die Anti-AIDS-Kampagne des Senators Mechai Viravaidya und seiner Gesellschaft für Bevölkerungs- und Gemeinschaftsentwicklung (PDA), indem er drei Jahre lang Sendezeit für Aufklärungsprogramme auf den 326 vom Heer betriebenen Radiosendern und zwei Fernsehsendern (Kanal 5 und 7) zur Verfügung stellte. 1990 schied er im Alter von 58 Jahren aus dem Militärdienst aus.

## Politische Tätigkeit
Chavalit ist Buddhist, er ist aber mit einer muslimischen Indonesierin verheiratet und war daher lange mit der von Wan Noor gegründeten Wahdah-Lobby verbunden.
Schon während seines aktiven Diensts im Militär betätigte sich Chavalit auch politisch. Während der sogenannten „halbdemokratischen“ Phase wurde er 1984 und 1987 zum Mitglied des Senats ernannt. Sein 1987 öffentlich geäußerter Vorschlag, den Ministerpräsidenten direkt vom Volk wählen zu lassen, brachte ihm den Vorwurf ein, die Rolle des Königs unterminieren zu wollen. Dadurch war er kurzfristig politisch diskreditiert. In der Regierung von Chatichai Choonhavan wurde er 1988 stellvertretender Premierminister und Verteidigungsminister. 1990 gründete er die Partei der Neuen Hoffnung (NAP), die er zu einer dominanten Staatspartei nach dem Vorbild von Suhartos Golkar in Indonesien ausbauen wollte. Dabei konnte er auf die Unterstützung des ihm eng verbundenen Charoen Pokphand-Konzerns setzen. Chavalit nutzte die Kontakte aus seiner Zeit als Armeechef und Leiter des Entwicklungsprogramms „Grünes Isan“, um lokale Verantwortliche im Nordosten, ehemalige Militärs und Staatsbedienstete für die Partei anzuwerben.
Nach der Parlamentswahl im März 1992 zog er als Wahlkreisabgeordneter für die Provinz Nonthaburi ins Repräsentantenhaus ein. Als Vorsitzender der größten Partei, die nicht der Regierungskoalition angehörte, wurde er als offizieller Oppositionsführer vereidigt. Nach vorgezogenen Neuwahlen im September 1992 gehörte die NAP dann der Regierungskoalition an. Chavalit war bis 1994 Innenminister unter Chuan Leekpai, zwischen 1995 und 1996 erneut stellvertretender Premierminister und Verteidigungsminister im Kabinett von Banharn Silpa-archa.
Am 17. November 1996 gewann Chavalits Partei der Neuen Hoffnung die landesweiten Parlamentswahlen. Chavalit bildete eine Koalition aus sechs Parteien und wurde am 25. November 1996 von König Bhumibol Adulyadej (Rama IX.) zum Premierminister ernannt. Am 6. November 1997 musste er auf Druck zahlreicher Kräfte zurücktreten, unter anderem wegen der desolaten wirtschaftlichen Lage des Landes nach der asiatischen Finanzkrise. Anschließend verlor seine Partei massiv an Popularität und auch die Unterstützung der CP-Gruppe, die sich Thaksin Shinawatra und seiner neuen Thai-Rak-Thai-Partei (TRT) zuwandte. 2001 trat Chavalit mit dem größten Teil seiner Partei zur TRT über.
Von 2001 bis 2005 war Chavalit in der Regierung von Thaksin Shinawatra Minister des Innern und stellvertretender Premierminister. Als Verantwortlicher für innere Sicherheit ordnete er am 28. April 2004 an, mutmaßliche islamische Rebellen, die sich in der Krue-Se-Moschee in Pattani verschanzt hatten, durch Verhandlungen zur Aufgabe zu bewegen. Der vor Ort kommandierende General Pallop Pinmanee ließ dementgegen die Moschee stürmen, wobei alle 32 Regierungsgegner getötet wurden. Anschließend eskalierte der Konflikt in Südthailand. Chavalit betrieb anschließend die Versetzung von General Pallop. Im September 2008 wurde Chavalit als stellvertretender Premierminister in die Regierung Somchai Wongsawats berufen, trat aber wenige Wochen später nach schweren Ausschreitungen bei Protesten gegen die thailändische Regierung in Bangkok von seinem Posten zurück.
Nach dem Putsch von 2006 und Sturz Thaksins war dessen Thai-Rak-Thai-Partei (TRT) auseinandergebrochen und ebenso wie ihre Nachfolgepartei verboten worden. Nachdem er eine Mitarbeit in der muslimischen, aber dem Putschistenführer Sonthi Boonyaratglin nahestehenden Matubhum-Partei abgelehnt hatte, trat Chavalit im Oktober 2009 der Pheu-Thai-Partei, einer anderen TRT-Nachfolgepartei, bei.